# مفاعلات تحديد التيار
مفاعلات تحديد التيار يمكن أن تقلل من تيارات دائرة القصر الكهربائية، والتي تنتج عن توسعات المحطات وزيادة مصادر الطاقة إلى مستويات يمكن معالجتها من خلال معدات التوزيع الحالية بشكل كافٍ.

## نبذة تاريخية
تم تقديم مفاعلات تحديد التيار، التي كانت تسمى ملفات تحديد تيار المفاعلة، لأول مرة في مؤتمر جمعية المهندسين الميكانيكيين والكهربائيين ومهندسي المحركات البخارية وبودى هوس توليدو، أوهايو في عام 1915م. ومخترع مفاعل تحديد التيار هو فيرن إي ألدين (Vern E. Alden) حيث تقدم ببراءة اختراع في 20 من نوفمبر 1917م، بتاريخ إصدار في 11 من سبتمبر 1923م. المنشأ الأصلي كان شركة ويستينج هاوس لصناعة الأدوات الكهربائية 

## كيف تعمل
عندما ينقطع التيار الكهربائي، فإن مقاومة النظام تنخفض مما يسمح بمرور كمية كبيرة من التيار. وعندما يتجاوز التيار الذي يمر من خلال نظام ما المستويات المُصممة للتعامل عليها، يزيد مفاعل تحديد التيار من المقاومة الكهربائية للنظام والتي تقوم بدورها بخفض كمية التيار المسموح له بالمرور. وتعتمد كمية الحماية التي يوفرها مفاعل تحديد التيار على نسبة الزيادة في المقاومة التي يوفرها للنظام.

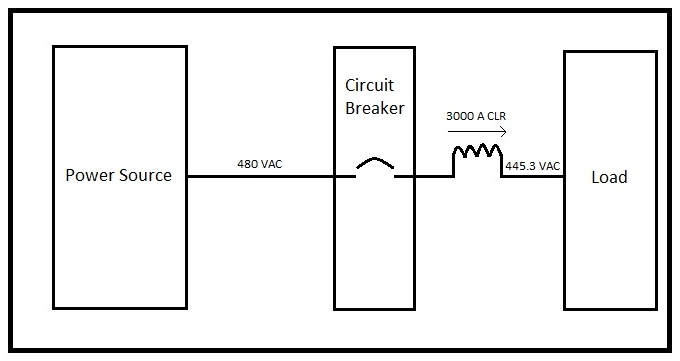
مفاعل تحديد التيار

## طريقة استخدامه
يتمثل الهدف الأساسي من استخدام مفاعلات تحديد التيار في تقليص التيارات ذات الدوائر القصيرة لكي يمكن استخدام قواطع الدوائر الكهربائية ذات الجهد المنخفض. كما يمكن استخدامها لحماية مكونات الأنظمة الأخرى من التيارات العالية والحد من تدفق هذه التيارات عند تشغيل المحركات الكبيرة.